# ماریون مارشال-لو پن
ماریون مارشال لو پن (به فرانسوی: Marion Maréchal Le Pen) (متولد ۱۰ دسامبر ۱۹۸۹) سیاستمدار، حقوقدان و عضو حزب جبهه ملی فرانسه است. او در انتخابات مجلس فرانسه در ژوئن ۲۰۱۲ موفق شد که به عنوان نماینده حوزه انخابیه سوم وکلوز (شهرستان ایولین در ناحیه ایل-دو-فرانس) به مجمع ملی فرانسه راه یابد. او جوان‌ترین نماینده مجلس در تاریخ فرانسه مدرن است. او فرزند ساموئل مارشال و یان لو پن دختر دوم ژان-ماری لو پن و خواهرزاده مارین لو پن است. او به عنوان چهره جدید و نسل سوم جبهه ملی شناخته می‌شود.

## انتخابات مجلس فرانسه ۲۰۱۲
او جوان‌ترین نامزد انتخابات مجلس فرانسه در ژوئن ۲۰۱۲ بود. او از همان حوزه انتخاباتی ای نامزد شد که مارین لو پن در انتخابات ریاست جمهوری بیشترین رأی را در آن حوزه کسب کرده‌بود. او در آن هنگام، دانشجوی رشته حقوق در دانشگاه پانتئون-آسا بود. در دور اول انتخابات پارلمانی ۲۰۱۲ او در حوزه انتخاباتی خود، اول شد و در دور دوم با یک نامزد از حزب سوسیالیست رقابت کرد و به پیروزی دست یافت.
او در شب پیروزی در کنار پدربزرگش در شهر کرپانتره گفت:

«خوشحالم که سخنگوی جوانان فرانسوی باشم که فردا امید جدیدی را در شکل جبهه ملی رهبری خواهد کرد. ۶٫۴ میلیون (در انتخابات ریاست جمهوری) تاکنون به ما پیوسته‌اند و این تازه آغاز است.»

## دیدگاه‌های سیاسی
او در کنار ژیلبر کلر و ژاک بمپر در ۶ نوامبر ۲۰۱۲ یک طرح قانونی را امضا کرد که هدف از آن ممنوع کردن ازدواج بین اشخاص همجنس است.